# Kampili
Kampili fu un piccolo regno del secolo XIII sulle rive del fiume Tungabhadra, nella regione dell'odienro stato indiano del Karnataka.
Il fondatore del regno fu un comandante Hoysala, Singeya Nayaka-III (1280 - 1300) che si dichiarò indipendente e creò un suo piccolo stato. Gli succedette il figlio Kampilideva nel 1300 che riuscì a resistere all'invasione dell'Impero Hoysala e dei Seuna Yadavas di Devagiri, ma soccombette di fronte alle pressioni da nord dalle forze di Alla-ud-Din Khilji, il sultano di Delhi.
L'Impero di Vijayanagara impadronendosi di questo territorio (1336) iniziò a gettare le basi per divenire uno dei più vasti ed influenti imperi dell'India meridionale, governando sulla regione per oltre 200 anni.